# Jack, el empleado desempleado
Jack, el empleado desempleado (Odd Job Jack en la versión original) es una serie de dibujos animados canadiense producida por Smiley Guy Studios y creada y protagonizada por Don McKellar, en el papel del protagonista. Originalmente la serie era emitida por internet, pero más tarde alcanzó bastante popularidad al distribuirse como una serie de televisión. Fue estrenada en Latinoamérica por el canal Cartoon Network, transmitiéndose solo los domingos a la media noche desde agosto de 2006, hasta la cancelación del bloque Adult Swim el 8 de marzo del año 2008. Posteriormente fue emitida en Latinoamérica por el canal I.Sat durante el bloque nocturno Adult Swim. La serie ha sido emitida durante cuatro temporadas hasta el 14 de octubre de 2007 a través de la cadena canadiense The Comedy Network en la que continúa emitiéndose. Aunque cada temporada consta de 13 episodios, de acuerdo al orden dado en un portal del sitio de la misma cadena, la primera temporada solo contiene los 6 primeros capítulos, mientras los 7 restantes constituyen la segunda:. Esto crea a menudo confusiones ya que al hablarse de una "quinta temporada", se está hablando en realidad de la cuarta. La verdad es que, de acuerdo al orden común establecido en diversas guías de episodios dadas en sitios como TV.com y otros, la serie solo consta de cuatro temporadas y en el estudio tienen planeada una quinta.

## Producción
Jack, el empleado desempleado es producido por Smiley Guy Studios en Toronto, Ontario. Debido a que originalmente la serie fue presentada en internet, los productores le rinden homenaje a sus raíces mediante el mantenimiento de un Sitio web en el que se encuentra contenido interactivo que sirve para apoyar a cada episodio.
El 14 de julio de 2006, en un correo electrónico a los suscriptores, Smiley Guy Studios anunció la salida de Free Jack, una iniciativa en la que han comenzado la liberación de los archivos principales de cada personaje, y el fondo de cada episodio además de tutoriales y material adicional para la tercera y cuarta temporada, para que así cualquiera pueda parodiar, usar y mezclar estos contenidos libremente, bajo una licencia de fácil compartir. Según este correo electrónico publicado en el sitio web de la serie, Smiley Guy Studios Inc afirma lo siguiente:
«Amamos la animación y sabemos que ustedes también. Estamos orgullosos de Jack, el empleado desempleado y hemos puesto mucho trabajo en el programa. Nuestro arte merece vivir más allá de las transmisiones y ¿quién mejor para darle un regalo que el mundo entero?. Todos los lunes durante nuestra difusión de 13 episodios, daremos a conocer un nuevo conjunto de archivos. Por ejemplo, el primer episodio de la tercera temporada sale el lunes 22 de julio, así que los archivos estarán disponibles el lunes siguiente. Y como estos archivos son grandes hemos tenido que valernos de un pequeño protocolo llamado "bit torrent".»

## Sinopsis
La serie nos presenta a Jack Ryder, un joven que, después de graduarse de la universidad con una licenciatura en sociología se encuentra sin empleo y sin saber qué hacer con su vida. Por ese motivo, tal como se ve en el primer capítulo, decide convertirse en empleado temporario en una agencia llamada "Odd Jobs", especializada en el llenado de puestos de trabajo difíciles e inusuales. Jack es un joven sin experiencia, despierto, de carácter alegre y bastante lógico aunque muy torpe, pero a pesar de su cobardía, sus sentimientos son muy nobles y sensibles y tiene un buen corazón. Por eso al final de cada empleo que tiene aprende siempre una valiosa lección. Cada episodio termina con Jack añadiendo un capítulo al libro que está escribiendo sobre sus experiencias en su laptop.
Jack personifica al típico joven canadiense, que tras haber concluido sus estudios universitarios en Sociología y haber estado largo tiempo dedicado a la vagancia, decide buscar empleo. Su búsqueda lo llevará a descubrir un mundo arriesgado, lleno de muchos peligros y un sinfín de aventuras, en las que llegará a ser "de todo un poco": bombero, forense, buzo, enfermero, repartidor de salchichas, barman, etc.
La historia cuenta con una serie de situaciones en las que veremos a Jack desenvolverse en distintos oficios temporales en cada episodio: Será plantador de árboles en el país Pie Grande, mesero en un restaurante extravagante donde definitivamente suceden cosas raras y anormales en la cocina, guardia de seguridad en una empresa de alta tecnología, y hasta empleado en un parque de atracciones cristiano. Ninguno de estos trabajos es tan normal como parece (y los colegas de Jack lo confirman), pues no pueden definirse como otra cosa que orgullosos sicóticos. Aparte de esto, Jack también ha trabajado como agente de tránsito, "Doula", soldado del ejército, gurú de autoayuda, asistente de un maestro en la universidad, arqueólogo, etc. Cuando no está trabajando, Jack a menudo sale con sus excéntricos amigos: Leopold Trench o Leo, un hacker agorafóbico que es totalmente incapaz de salir de su apartamento (no obstante lleva una vida compleja y extraña), y Bobby Lee, un chico asiático que de día trabaja en la tienda con su familia, y por las noches se transforma en DJ de un club, y en héroe enmascarado.
La vida de Jack es más complicada de lo que parece: Vive con su aún más excéntrica familia, y día a día debe lidiar con sus opiniones (sean estas buenas o malas) sobre los trabajos que realiza. Tiene una hermana llamada Spoons, que está preocupada al extremo con que los seres humanos respeten la naturaleza, al punto de realizar huelgas extremistas y campañas similares. Su madre es una sensual mujer llamada Babs que está obsesionada con la realeza, y su abuela Max sufre de todo tipo de vicios y tiene extrañas tendencias a no controlarlos.
Jack también está enamorado: Al principio y final de cada episodio, llega a la agencia donde lo recibe su empleadora, una bella y sarcástica chica llamada Betty Styles, a quien siempre trata de enamorar. Betty, Jack y la agencia son controlados y vigilados electrónicamente por el imperioso, áspero y decididamente desagradable gerente, (el señor Fister), quien con frecuencia está involucrado de alguna manera en las conspiraciones extrañas, sórdidas aventuras sexuales, y los delitos que se esconden detrás de los aparentes trabajos cotidianos de Jack.

## Personajes principales
Los cuatro personajes principales en esta serie son mencionados en la canción de apertura: Jack, Betty, Bobby y Leopold. Sin embargo, la familia de Jack también protagoniza la serie en la mayoría de capítulos. A continuación una breve descripción de cada uno de ellos:
- Jack Ryder: Con solo 25 años de edad, recién salido de la universidad, endeudado y armado sólo con un título en sociología y un entusiasmo por nuevas experiencias, nuestro héroe está en busca de su lugar en el vasto mundo del trabajo. Jack representa al joven moderno, indeciso y confundido sobre su incierto futuro, quien sale a la aventura en el loco mundo del trabajo. Para bien o para mal, una cosa a la vez va a probar. Alegre y de sensibles sentimientos, Jack saldrá siempre despidiéndose de su amada Betty con su famosa frase: "¡Me encargo de todo!" (I'm all over it!" en el original en inglés). Es interpretado por Don McKellar en la versión original.
- Betty Styles: Hermosa, adorable pero difícil, Betty es la asesora laboral de Jack y la primera persona a la que conoció al entrar a la agencia. Su vanidad le hace enorgullecer, ya que afirma poder colocar hasta a la persona más inepta y torpe en toda suerte de trabajos únicos. Posee un sentido del humor insoportablemente irónico, y un carácter demasiado orgulloso como para dejarle admitir que Jack le gusta más de lo que podría entender. Tiende a beber y embriagarse fácilmente, tal vez para ahogar este sentimiento. Es interpretada por Teress Morton en la versión original.
- El señor Fister: El jefe de la agencia Odd Jobs, Betty y Jack nunca saben cuando estará observando sus sesiones juntos, al acecho. Sin embargo, en una ocasión Betty le dijo a Jack que el señor Fister tenía una oficina llena de aparatos y monitores con los que no solo veía la oficina de Betty, sino también todo el edificio. Sin rostro y sin corazón, ha tomado una aversión particular hacia Jack, haciendo su trabajo el hacerlo miserable o molestarlo cada vez que puede. Tiene un hermano japonés, al que envidia y quiere probarle quién es el mejor. Es interpretado por Ariel Cisternino en la versión en español.
- Bobby Lee: el mejor amigo de Jack, Bobby, está atrapado entre su trabajo de día (en la tienda familiar) y su trabajo ideal (unir y mezclar discos en clubes nocturnos locales). Durante el día él es buen hijo, pero de noche es el DJ Sherpa, una estrella en ascenso / luchador contra el crimen que debe mantener su vida secreta oculta de sus parientes. Es interpretado por Matt Ferguson en la versión original.
- Leopold "Leo" Trench: Uno de los mejores y más extraños amigos de Jack, Leo es un vago misántropo que no ha abandonado su apartamento, también conocido como "La Trinchera"-en más de dos años. Antisocial, antisistema y antitodo, tiene pocos o ninguna cualidades que lo rediman. Fumador y dedicado a la tecnología, pasa mucho de su tiempo hackeando e inventando extraños aparatos para superar su mayor miedo: la agorafobia. Solo logra salir de su apartamento en algunas ocasiones, mediante la creación de un dispositivo de teletransportación, o convirtiéndose a sí mismo en un muerto viviente. Es interpretado por Jeremy Diamond en la versión original.
- Max Ryder: La abuela de Jack: En sus tiempos, esta anciana lo ha hecho todo: fue soldado, contrabandista y programadora de computadoras, y por eso Maxine es "la voz de la experiencia para Jack"." Ahora pasa su tiempo paseando a su mascota Flo y en su jardín [de marihuana medicinal].
- Barbara "Babs" Ryder: La madre de Jack y Spoons. Una mujer sensual e ingeniosa que fue a la quiebra, Babs es también una consumidora de Prozac y de muchas píldoras más. Su hija Spoons podrá llamarla una venta obligatoria, pero desde la decepcionante desaparición de su marido tuvo que criar sola a su familia. Por eso, algunas veces es un poco sobre protectora con sus hijos, pero es muy comunicativa con ellos y eso la hace ganarse el cariño de todos. Trabaja en el área de publicidad para una fábrica de cervezas. En el episodio "Genio publicitario", ella y Jack casi llegan a las manos cuando Jack la superó en su trabajo en la ajencia.
- Spoons Ryder: La muy atrevida, inteligente y poco elegante hermana menor de Jack. Ella no confía en nadie que tenga más de veinte años. Si hay un motivo para luchar, ella estará ahí; y si hay un árbol para salvar, estará encima de él. En todos los asuntos, demuestra su decente oposición en una forma totalmente radical. A menudo está en contra de algunas ideas de Jack o del resto de su familia, pero cuando uno de ellos está en problemas no duda en ir a rescatarlo.
- Flo: Es la perrita mascota de Jack, cuyas crudas observaciones y miradas caninas son traducidas para el oído no entrenado con subtítulos en pantalla y descripciones. Para ser un perro, ella es muy locuaz, tiene una gran manera de expresarse y no tiene miedo de ladrar las cosas como son.

### Estrellas invitadas y sus personajes
El programa cuenta con trabajos bocales realizados por un gran número de celebridades canadienses, especialmente después de la primera temporada: Aparecen actuando como ellos mismos, o interpretando los roles de los personajes involucrados con los trabajos de Jack en cada episodio. A continuación una lista que contiene la descripción de dichos personajes, junto con las estrellas invitadas que los interpretaron en la serie:
- Primera temporada:
  - Gary Gerbil: Ciudadano británico ex-mascota, ahora la estrella estadounidense y animal de la franquicia Gerbil, es un ratón con una misión. Los rumores afirman que tiene problemas con "prescripciones médicas", pero él no habla de ello. Es interpretado por Dave Foley.
  - George Twotrees: Este jefe plantador de árboles intenta restaurar el bosque de la mejor manera posible: plantando árboles. Tiene la habilidad de hablar con los bosques y escuchar al viento. Es interpretado por Gary Farmer.
  - El doctor Renfield: Médico brillante, dirige una eficiente Sala de Emergencias dental, pero está vinculado con una adicción al óxido nitroso y esconde una peligrosa obsesión con la odontología oculta. Este psicópata enmascarado Ahora sirve a un espíritu superior, Espíritu también conocido como "El Hada de los Dientes".

## Formato y desarrollo
La serie contiene numerosas bromas recurrentes, y desarrolla una aguda forma de parodia hacia muchos aspectos de distintas culturas del mundo, como el liberalismo estadounidense, el conservadurismo británico y sus pormenores, y exagera los escándalos sucedidos alrededor de la sociedad de las mismas. La serie se caracteriza además por presentar un humor negro ante la actual situación laboral que atraviesan los jóvenes novatos en sus primeros trabajos. Un ejemplo claro de la parodia es la burla que hace la serie hacia los defensores de la naturaleza, la cual está representada en la hermana de Jack.
Además, en uno de los episodios, Don McKellar hace el papel de sí mismo, y se autoparodia, representándose como un estereotípico, vano, hambriento y superficial actor, y también hace la voz del antihéroe Jack, siendo así objeto de un autodespectivo episodio basado en la película Cómo ser John Malkovich, en el que es excavado un túnel desde la cocina donde está Jack, al ego de McKellar, el actor.
Así mismo, la serie mantiene una continuidad durante todos sus episodios, lo cual se aprecia según el progreso de la relación de Jack con su empleadora: En el principio, Betty rechazaba todas las propuestas de Jack,), pero todo cambió cuando los dos se embarcaron en un trabajo juntos, en el que tenían que probar un simulador de realidad virtual. Debido a que pasaron mucho tiempo juntos, los dos hicieron el amor en ese episodio, solo para comprobar después que todo había sido parte del juego. Al episodio siguiente, Betty se mostró mucho más interesada en salvar a Jack, al tener que hacer que este regresara de un peligroso viaje al festival de las salchichas. Al final de la segunda temporada, en el capítulo en el que Jack trabaja como reportero de televisión, Betty admite que Jack le gusta, pero luego no muestra signos de ello cuando Jack va con su exnovia a investigar una ciudad perdida bajo un centro comercial. Por su parte, Jack tiene cortas aventuras con diferentes mujeres que se sienten atraídas por él, de las cuales Betty nunca se entera. Estas mujeres varían según el empleo, desde la cantante canadiense Megan Follows hasta una empleada del palacio de Buckingham (al trabajar en Inglaterra como cronometrador real). Posteriormente, al trabajar como creador de perfumes, Jack inventa un perfume que hace que Betty se sienta enamorada de él, tras lo cual se arrepiente y el perfume pierde su efecto. Los dos últimos episodios de la tercera temporada, son una sola historia que marca el final de la trama: Después de ser rechazado de una forma dura por Betty, Jack comienza un empleo como trabajador social en el que conoce a una chica llamada Vanessa la cual se enamora de él y se prometen para casarse. Jack invita a Betty diciéndole que ya no necesita más ni de ella ni de la agencia, tras lo cual ella rompe en llanto desesperadamente y empieza a beber alcohol. Se presenta en ese estado el día de la boda de Jack para tratar de detenerla, pero no impide que él y su novia se vayan de luna de miel a África, ya que Vanessa empleó a Jack como misionero. Betty lo sigue hasta allí, llegando justo a tiempo para verlo deshacer su compromiso y salvarlo de unos secuestradores. Tras esto, ella se enfrenta a lo que siente por Jack, los dos se besan y luego regresan a Canadá. Sin embargo, al llegar a la agencia la próxima semana esperando ser recibido cariñosamente por Betty, Jack se encuentra con la noticia de que Betty ha sido despedida por robar el avión de la empresa, pero ha huido a un país lejano, y no se sabe cuándo volverá. Por este motivo, a partir de la cuarta temporada, ni Betty ni el señor Fister aparecen en la serie, y en su lugar Jack es recibido en cada episodio por un nuevo empleador encargado, cada uno con un defecto de personalidad.

## Episodios
Hasta el momento, se han producido y emitido 4 temporadas de la serie, cada una de 13 episodios, haciendo un total de 52.
La segunda temporada de la serie está actualmente disponible en formato DVD.